# Trupe (Lilienthal)
Trupe ist ein Ortsteil der Gemeinde Lilienthal im niedersächsischen Landkreis Osterholz.

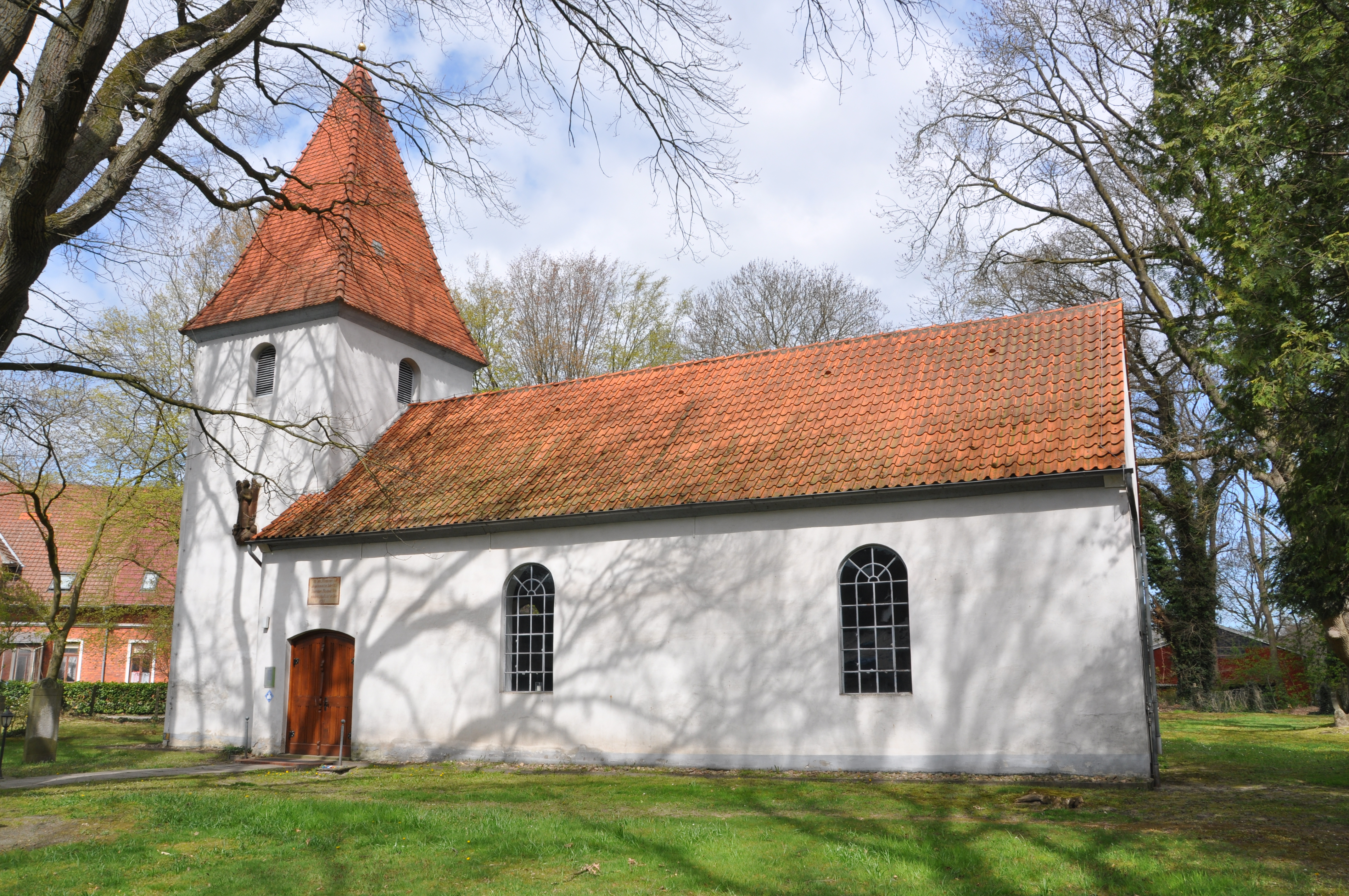
St.-Marien-Kirche (Trupe)

## Geografie und Verkehrsanbindung
Der Ortsteil liegt südwestlich vom Kernbereich von Lilienthal direkt an der südlich verlaufenden Landesgrenze zu Bremen und unweit der südlich fließenden Wümme.
Das Naturschutzgebiet Truper Blänken liegt nordöstlich und das Naturschutzgebiet Untere Wümme liegt südlich von Trupe.
Die Landesstraße L 133 verläuft östlich.

## Geschichte
Trupe wurde 1232 bei der Gründung des Klosters Lilienthal erstmals erwähnt. 2022 feierte der Ort sein 1085-jähriges Bestehen, wobei es aber nicht verbrieft, wann sich die ersten Menschen in de Trup, wie die Siedlung genannt wurde, ansiedelten. Die St.-Marien-Kirche stammt aus der Mitte des 13. Jahrhunderts. 1534 wurde die Reformation eingeführt. 1646 wurde Trupe mit Alt-Lilienthal vereinigt und dem Klosterpfarrer unterstellt. 1929 wurde Feldhausen und Truperdeich nach Trupe eingegliedert. Die Kleinbahn Jan Reiners fuhr von 1900 bis 1954 und querte den Ortsteil.

## Sehenswürdigkeiten
- Truper Kapelle St. Marien
- Niedersächsisches Kutschenmuseum[2]
- Wohn- und Wirtschaftsgebäude Trupe 16 von 1747 in Fachwerk, ältestes profanes Haus in Trupe

## Söhne und Töchter
- Heinz Lemmermann (1930–2007), Komponist, Musikpädagoge, Schriftsteller, Herausgeber, Hochschullehrer und Lokalpolitiker in Lilienthal